# Gerhard Fieguth
Gerhard Fieguth (* 19. Juli 1937 in Reichandres (Deutsches Reich), heute Andrzejewo (Polen)) ist ein deutscher Literaturwissenschaftler und emeritierter Hochschullehrer.

## Werdegang, Forschung und Lehre
Fieguth studierte an der Johannes Gutenberg-Universität Mainz, wo er 1966 mit einem Doktortitel als Dr. phil. sowie dem ersten Staatsexamen graduierte. 1968 folgte das zweite Staatsexamen, nach vier Jahren als Wissenschaftlicher Assistent wurden seine Leistungen 1972 für eine Habilitation anerkannt und er im selben Jahr als außerordentlicher Professor an die Erziehungswissenschaftliche Hochschule Rheinland-Pfalz berufen. Dort wurde er später ordentlicher Professor auch nach der Umwandlung in die Universität Koblenz-Landau. Am Campus Landau war er zeitweise Geschäftsführer des Instituts für Germanistik sowie mehrfach Dekan für den Fachbereich Philologie, von 1999 bis 2000 war er Vizepräsident der Hochschule.
2015 wurde Fieguth die Ehrendoktorwürde der Jan-Długosz-Universität Częstochowa verliehen, 15 Jahre zuvor war er im Zusammenhang mit seiner Aufnahme in die russischen Akademie der Wissenschaften bereits mit einem Ehrendoktor in Kemerowo ausgezeichnet worden.